# Cejpia
Cejpia is een geslacht van schimmels uit de orde Helotiales. De familie is niet eenduidig bepaalt (Incertae sedis). De typesoort is Cejpia coerulea.

## Soorten
Volgens Index Fungorum telt het geslacht drie soorten (peildatum maart 2022):
| Soortnaam                           | Auteur(s)       | Publicatiejaar |
| ----------------------------------- | --------------- | -------------- |
| Cejpia amaena                       | (Boud.) Svrček  | 1976           |
| Cejpia coerulea                     | Velen.          | 1934           |
| Cejpia hystrix (Pijpenstromollisia) | (De Not.) Baral | 1994           |